# Movimenti (Jo Squillo)
Movimenti è il quinto album in studio della cantante italiana Jo Squillo, pubblicato nel marzo del 1992.

## Il disco
L'album ottiene un buon successo grazie anche alla grande esposizione mediatica inerente all'esclusione in extremis dal Festival di Sanremo del brano Me gusta il movimento, che risultava essere non inedito, primo singolo estratto dall'album.
Nell'estate dello stesso anno viene promosso in diverse trasmissioni anche il brano Aria, utilizzato però soltanto come singolo promozionale.

## Tracce
1. Me gusta il movimento
2. Timido
3. Vita
4. Tempo
5. Io sto da Dio
6. L'amore di testa
7. Aria
8. Ragazza lunatica
9. Io ti cerco
10. Rapporto perfetto

## Formazione
- Jo Squillo - voce
- Massimo Gabutti - tastiera
- Mao Granata - batteria
- Gino Zandonà - chitarra
- Fortu Saccà - basso
- Mario Natale - tastiera
- Giorgio Secco - chitarra
- Stefano Mazzavillani - tastiera
- Gianfranco Segatto - chitarra
- Umberto Iervolino - tastiera
- Ciro Pagano - tastiera
- Antonia Gidiuli - cori
- Emanuela Gubinelli - cori
- Jane Hill - cori
- Cristina Bondi - cori